# Malacomys cansdalei
Malacomys cansdalei is een knaagdier uit het geslacht Malacomys dat voorkomt in Oost-Liberia, Zuid-Ghana en Zuid-Ivoorkust. Deze soort wordt soms beschouwd als een ondersoort van Malacomys longipes. De naam giganteus Bellier & Gautun, 1968 wordt beschouwd als een synoniem van M. cansdalei. Deze soort komt voor in allerlei natte habitats, zoals valleibodems, natte modder en oevers van stroompjes.